# Pilotrichum microthamnium
Pilotrichum microthamnium är en bladmossart som beskrevs av Georg Ernst Ludwig Hampe 1879. Pilotrichum microthamnium ingår i släktet Pilotrichum och familjen Daltoniaceae. Inga underarter finns listade i Catalogue of Life.